# コマメちゃん
コマメちゃんとは、空豆を模した日常生活におけるコマメな環境配慮行動の実践を呼びかけるキャラクターである。
2001年（平成13年）に政府広報の地球温暖化防止キャンペーンのPRキャラクターとして誕生した。
その後は環境省の「環のくらしホームページ」に常駐し、時折内閣府「環境にやさしい買い物キャンペーン」に登場している。

チーム・マイナス6%ではチーム員ナンバー81の「地球温暖化防止推進リーダー」を務めている。
2006年（平成18年）4月20日放送のTVチャンピオン（テレビ東京）「ゆるキャラ日本一決定戦」には東京都千代田区の環境省のエコキャラクターとして出場している。（関東ブロック予選敗退）

## プロフィール
- 生年月日　2001年（平成13年）12月

（※「生年月日」とあるが、誕生月しか設定されていない。）
- 主な活動　楽しみながらコマメ生活を実践すること。普段は「環のくらしホームページ」の中でおとなしくしているが、テレビや雑誌の政府広報に出没する。時として巨大化してイベント会場にあらわれる。
- 家族　5人家族
- 家訓　「家族全員が同じ部屋で一家団らんし、暖房、冷房、照明をコマメに節約すること」
- 出身　地球